# Kathryn Mole
Kathryn Mole (conocida como Katie Mole; 31 de enero de 1998) es una deportista británica que compite en remo. Ganó una medalla de bronce en el Campeonato Mundial de Remo en Sala de 2024, en la prueba de 2000 m.

## Palmarés internacional
| Campeonato Mundial | Campeonato Mundial      | Campeonato Mundial | Campeonato Mundial |
| Año                | Lugar                   | Medalla            | Prueba             |
| ------------------ | ----------------------- | ------------------ | ------------------ |
| 2024               | Praga (República Checa) | Medalla de bronce  | 2000 m             |